# Makohaie
Die Makohaie oder Makos (Isurus) sind eine Gattung der Makrelenhaie (Lamnidae), die die beiden Arten des Kurzflossen-Mako (Isurus oxyrinchus) und des Langflossen-Mako (Isurus paucus) umfasst. Makohaie sind weltweit in den warmen und gemäßigten Ozeanen verbreitet. Der Name mako stammt aus der Sprache der Maori.

## Merkmale

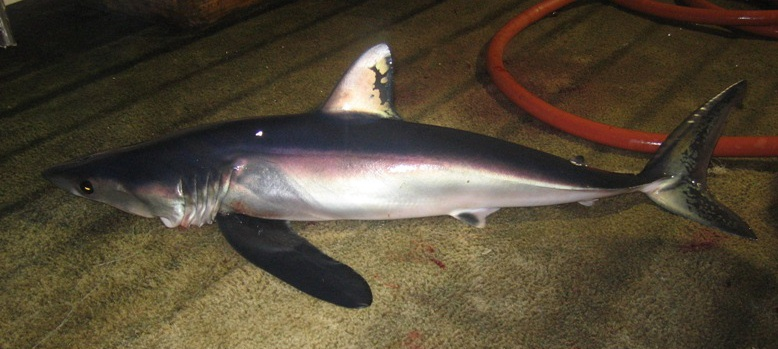
Langflossen-Mako (Isurus paucus)

Makohaie weisen meist einen schlanken Körperbau auf und erreichen eine Länge von etwa zwei bis vier Metern und ein Gewicht von 590 kg. Aufgrund ihrer speziellen Hautstruktur sind sie sehr wendig und erreichen Geschwindigkeiten von bis zu 50 km/h (31 mph).
Die Schnauze ist stumpf oder spitz zulaufend kegelförmig. Die vorderen Zähne sind gebogen und vergrößert, wobei die Vorderzähne des Unterkiefers größer als die des Oberkiefers sind. Die Zähne sind ganzrandig mit stark gebogener Basis, vor allem bei den vorderen Zähnen. Die Gesamtzahl der Zähne beträgt 43 bis 54, diese sind in jedem Kiefer auf 8 Reihen verteilt und wachsen von hinten kommend nach.
Die erste Rückenflosse beginnt meist hinter dem Ende der Brustflossen, deren Spitzen auf der Unterseite scharf abgegrenzt schwarz sind. Hinter den Brustflossen weist der Rumpf meist einen dunklen Fleck auf. Die Afterflosse sitzt hinter der zweiten Rückenflosse. Der Makohai ist ein sehr ausdauernder Schwimmer, ein markiertes Exemplar legte in 37 Tagen 2000 Kilometer zurück.

## Paarungsverhalten
Vom Spätsommer bis zum Frühherbst paaren sich Makohaie. Die Befruchtung der Eier erfolgt nicht im freien Wasser, sondern im Körper des Weibchens. Makohaie gehören zu den lebendgebärenden Haiarten. Kannibalismus im Mutterleib konnte sowohl an befruchteten Eiern als auch Embryonen beobachtet werden. Nach einer Tragzeit von ca. 1½ Jahren gebärt das Weibchen zwischen 5 und 25 Junghaie.
Die voll entwickelten Jungtiere sind bei der Geburt zwischen 60 und 75 cm groß. Die Geschlechtsreife erreichen Männchen schon mit 2 Jahren, die größer gewachsenen Weibchen erst mit 6 Jahren.

## Systematik
Molekularbiologische Untersuchungen weisen darauf hin, dass die Makohaie innerhalb der Makrelenhaie näher mit dem Weißen Hai (Carcharodon carcharias) als mit den Heringshaien verwandt sind und sich die beiden Gattungen im Paläozän oder Eozän getrennt haben.

### Arten
- Kurzflossen-Mako (Isurus oxyrinchus Rafinesque, 1810)
- Langflossen-Mako (Isurus paucus Guitart Manday, 1966)

## Sonstiges
Das Design des Corvette-Konzeptfahrzeugs „Mako-Shark-II Show-Car“ von 1961 ist vom Aussehen eines Mako-Hais inspiriert. Die Hautstruktur der Makohaie ist aktuell Forschungsgegenstand bei der Entwicklung von Flugzeugbeschichtungen, die den Luftwiderstand senken, sowie von algenabweisenden Unterwasser-Anstrichen für Schiffe. Unter anderem griff auch der Schwimmartikelhersteller Speedo für seine Produktlinie Fastskin auf Eigenschaften des Makohais zurück.
Zusammenstöße zwischen Menschen und Makohaien sind eher selten und verlaufen in den wenigsten Fällen tödlich.